# Ісколат
Ісколат (рос. Исколат — Исполнительный комитет советов рабочих, солдатских и безземельных депутатов Латвии, Виконавчий комітет Ради робітничих, солдатських і безземельних депутатів Латвії) — умовна назва латвійського радянського державного утворення на зайнятій червоними латиськими стрільцями території Ліфляндії та Латгалії з 12 серпня (30 липня) 1917 року до лютого 1918 року

## Історія
«Ісколат» був створений в Ризі 29–30 липня 1917 р., ОС (11 — 12 серпня 1917 р., НС), за ініціативою Центрального комітету Латвійської соціал-демократії, контрольованого тоді більшовиками з метою проведення Жовтневого перевороту на території Латвії, не окупованій Німеччиною. Головою «Ісколату» на з'їзді був обраний Ото Каркліньш. Коли німці зайняли Ригу, Ісколат переїхав в Цесіс, а потім в Валк, де прийняв владу над округом Валка та розформуванням органів, встановлених Тимчасовим урядом Росії.
9 листопада 1917 р. у Валміері був скликаний з'їзд Рад Латвії, де головою «Ісколату» був обраний Фріціс Розіньш.
Після того, як німецькі війська окупували Латвію в лютому 1918 року, Ісколат утік до Москви і був розформованийі в березні 1918 року.

## Історіографія
Радянська історіографія вважала Ісколат першим радянським урядом суверенної Латвії в період з грудня 1917 р. по лютий 1918 р., але історик Ендрю Езергайліс довів, що автономія чи незалежність «республіки Ісколат» ніколи не була метою латвійських більшовиків, якими керували федералістський ідеолог Петеріс Стучка (Swain 1999: 668–9).

## Дивитися також
- Латвійська тимчасова національна рада
- Латвійська Соціалістична Радянська Республіка